# コンゴ (映画)
『コンゴ』（原題：Congo）は、1995年制作のアメリカ映画。
マイケル・クライトンの小説『失われた黄金都市』（1980年発表）を原作に映画化したアドベンチャー大作。
第17回ゴールデンラズベリー賞（1996年）7部門にノミネートされたが、評価とは裏腹に映画自体は大ヒットを記録し、最高の興行収入を記録した。

## あらすじ
ダイヤモンドを利用したレーザー光線でレーザー産業の独占を目論むアメリカの通信大手トラヴィコム社が中央アフリカ・コンゴに眠る未開拓のダイヤモンド鉱床を調査するために派遣したチャールズ・トラヴィス率いる調査隊が消息を絶ち、リモート映像には調査隊員らの遺体と灰色の類人猿らしき生物の映像が残されていた。
トラヴィコム社の社長でチャールズの父親トラヴィスは、社の企画顧問でチャールズの婚約者カレンを手話を話せるゴリラを現地に返すためコンゴに向かおうとしている、霊長類学者ピーターの一行に身分を隠して同行させる。
彼らは政情不安定な現地でゲリラの攻撃や大自然の脅威に直面しながらも、ついに鉱床のある場所にたどり着くが…。

## 登場人物
カレン・ロス
演 - ローラ・リニー
本作の主人公。元CIAでチャールズの恋人で現在はトラヴィコム社社員。ピーターに辛辣な態度を取った為、エイミーからは快く思われていなかったが、後にエイミーを助け和解する。欲や出世に興味は無く誠実かつ勇猛果敢な性格で終盤ではダイヤを利用したレーザー兵器でゴリラ・エリオテンシスの群れを一掃する。最後は息子チャールズの死よりもダイヤと自社のことを優先するトラヴィスを見限り、レーザー装置と通信装置などを全てレーザーで破壊してダイヤモンドもジャングルに捨て、生き残ったピーター、モンローと共に気球で黄金郷を後にする。
ピーター・エリオット
演 - ディラン・ウォルシュ
類人猿学者でエイミーの父親代わり、優しく気弱な性格だったが冒険を通して成長し銃を使いこなし数匹のゴリラエリオテンシスを倒す。決戦後はパートナーを見付けたエイミーと別れ気球で帰国する。
モンロー・ケリー
演 - アーニー・ハドソン
「白い狩人」を自称する陽気で勇猛果敢な大柄な「黒人」男性。やや短気だが頼れる人物で黒人の案内人の中では唯一生存し気球で帰国する。
ヘルケマー・ホモルカ
演 - ティム・カリー
「慈善家」を自称し、エイミーをコンゴに帰国させる資金援助を申し出るが実態はダイヤモンド目当てのコソ泥。作中でモンローを「この薄汚い黒人め」と言いかけて怒られた。黄金郷でダイヤを盗んで逃亡を図るが、ゴリラエリオテンシスの群れに襲われ散々殴られた挙げ句、リーダー格のゴリラエリオテンシスに素手で撲殺される。
リチャード
演 - グラント・ヘスロヴ
ピーターの助手でピーター同様に気弱で優しい性格。ゴリラエリオテンシスに殴られた後にピーターらに危機を知らせ絶命した。
R・B・トラヴィス
演 - ジョー・ドン・ベイカー
チャールズの父親でトラヴィコム社の社長。温厚な好人物を装うが本性は利己主義者。終盤、リモート通信でカレンからチャールズの死を告げられるが、気にもせずダイヤの事を聞いた為、カレンに見限られダイヤを破棄された。
カヘガ
演 - アドウェール・アキノエ＝アグバエ
モンローの親友で勇猛な案内人にして狩人。好人物だが無意味に毒蛇をナタで斬り殺すなど冷酷な面もある。ゴリラエリオテンシスの群れと戦いライフルを奪われナタで抵抗するもそれも跳ね飛ばされ、囲まれて撲殺される。
チャールズ・トラヴィス
演 - ブルース・キャンベル
トラヴィコム社の重役でカレンの恋人。カレンは遭難しているだけで生存を信じていたが、ゴリラ・エリオテンシスに殺害されダイヤを握ったままの遺体は神殿内に運ばれていた。
エイミー
演 - ミスティ・ローザス、声 - シャイナ・フォクス
ピーターのパートナーで研究対象の音声式の翻訳機を右腕に装着した雌のゴリラ。ピーターに辛辣な態度を取ったカレンに辛辣だったが、後に和解し危機に陥ったピーターを救うなど要所で活躍する。最後は地元のリーダーの雄ゴリラと恋人となりピーターと別れアフリカで暮らす。
ゴリラ・エリオテンシス
声 - フランク・ウェルカー他
古代都市ズィンジのダイヤモンドを守る生物兵器。玩具での名称は「キラーゴリラ」、作中ではホモルカに「灰色ゴリラ」と呼称された。古代人がダイヤを守る為の番犬代わりと新しい生物を作るという実験も兼ねて、人間に雌ゴリラをレイプさせての獣姦、ゴリラとチンパンジーを無理やり交尾させるなどして誕生させた新種で全て凶暴な性格。当初は古代人達は侵入者を殴り殺すように教え込んで調教していたが、やがて知恵を付けて反乱し群れの力によりズィンジの人間の大半を撲殺して行き生き残った人間達もズィンジから追いやったが、「侵入者を殴り殺す」という習性だけは残したまま以後ズィンジを支配している。戦闘と殺戮は雄が行い、雌と子供は神殿の奥に潜んでいる。近親交配により繁殖している為、全員体のどこかに障害を持っている滅び行く種でもある。最後は一部がモンローやピーターに射殺され大半がカレンのレーザーガンで死亡。火山の噴火により一部の個体が逃げ場を失い溶岩に投身自殺、一部の個体がリーダーに溶岩に突き落とされ残りも溶岩に飲まれ絶滅した。

## スタッフ
- 監督：フランク・マーシャル
- 製作：キャスリーン・ケネディ、サム・マーサー
- 脚本：ジョン・パトリック・シャンリィ
- 原作：マイケル・クライトン
- 製作総指揮：フランク・マーシャル、フランク・ヤブランス
- 撮影：アレン・ダヴィオー
- 音楽：ジェリー・ゴールドスミス
- 特殊視覚効果：ILM
- クリーチャー・デザイン：スタン・ウィンストン

## キャスト
| 役名                     | 俳優                                                         | 日本語吹替                                            | 日本語吹替                                                              |
| 役名                     | 俳優                                                         | ソフト版                                              | フジテレビ版                                                            |
| ------------------------ | ------------------------------------------------------------ | ----------------------------------------------------- | ----------------------------------------------------------------------- |
| カレン・ロス博士         | ローラ・リニー                                               | 田中敦子                                              | 一城みゆ希                                                              |
| ピーター・エリオット博士 | ディラン・ウォルシュ                                         | 堀内賢雄                                              | 宮本充                                                                  |
| モンロー・ケリー         | アーニー・ハドソン                                           | 大塚明夫                                              | 大塚明夫                                                                |
| ヘルケマー・ホモルカ     | ティム・カリー                                               | 青野武                                                | 江原正士                                                                |
| リチャード               | グラント・ヘスロヴ                                           | 家中宏                                                | 檀臣幸                                                                  |
| R・B・トラヴィス         | ジョー・ドン・ベイカー                                       | 有本欽隆                                              | 内海賢二                                                                |
| カヘガ                   | アドウェール・アキノエ＝アグバエ                             | 辻親八                                                | 宝亀克寿                                                                |
| チャールズ・トラヴィス   | ブルース・キャンベル                                         | 荒川太郎                                              | 藤原啓治                                                                |
| モイラ                   | メアリー・エレン・トレイナー                                 | 寺内よりえ                                            | 喜田あゆ美                                                              |
| エディ・ヴェントロ       | ジョー・パントリアーノ （クレジットなし）                    | 牛山茂                                                | 堀内賢雄                                                                |
| ワンタ大尉               | デルロイ・リンドー （クレジットなし）                        | 宝亀克寿                                              | 麦人                                                                    |
| エイミー                 | ミスティ・ローザス シャイナ・フォックス（声）                | 氷上恭子                                              | 木藤聡子                                                                |
| ゴリラの声               | フランク・ウェルカー ゲイリー・ヘッカー ピーター・エリオット |                                                       |                                                                         |
| その他                   |                                                              | 松岡ミユキ 星野充昭 稲葉実 大川透 菊池いづみ 塚田正昭 | 小島敏彦 秋元羊介 小室正幸 辻親八 星野充昭 佐久田修 中澤やよい 岡本章子 |
| 初回放送                 |                                                              | 2016年7月27日 『午後のロードショー』                  | 1999年10月16日 『ゴールデン洋画劇場』                                   |
| 再放送                   |                                                              |                                                       | 2001年5月31日 『木曜洋画劇場』                                          |